# 녹색 발전
녹색 발전 또는 녹색 개발(영어: green development)은 공동체 또는 지역 환경의 개발과의 관련성을 포함하는 토지 이용 계획으로, 현장 특유의 녹색 건물의 개념과 밀접한 관련이 있다. 이는 도시 계획, 환경 계획, 건축, 공동체 건물 등을 포함한다.
녹색 발전 전략은 모든 내용을 망라한 ‘로키산 연구소(Rocky Mountain Institute)’의 Green Development: Integrating Ecology and Real Estate(녹색 발전: 생태와 부동산의 통합)에서 유래한다.

## 같이 보기
- 녹색 건물
- 지속가능성
- 신재생 에너지
- 태양광
- 태양열
- 풍력 발전
- 소수력 발전
- 기후 변화